# Waves (Mr. Probz)
Waves is een single van Nederlandse hiphop artiest Mr. Probz. Het nummer bereikte een vijfde plaats in de Nederlandse Single Top 100 en een zesde plaats in de Nederlandse Top 40. Op 31 maart 2014 kreeg Probz een Edison voor de beste song van 2013 voor de single. Een dag later ontving hij ook de Schaal van Rigter, als meest gedraaide Nederlands product in 2013 op 3FM. Het nummer werd een hit in Australië en Nieuw-Zeeland.

## Hitnoteringen

### Nederlandse Top 40
| Hitnotering: 25-05-2013 t/m 30-11-2013 | Hitnotering: 25-05-2013 t/m 30-11-2013 | Hitnotering: 25-05-2013 t/m 30-11-2013 | Hitnotering: 25-05-2013 t/m 30-11-2013 | Hitnotering: 25-05-2013 t/m 30-11-2013 | Hitnotering: 25-05-2013 t/m 30-11-2013 | Hitnotering: 25-05-2013 t/m 30-11-2013 | Hitnotering: 25-05-2013 t/m 30-11-2013 | Hitnotering: 25-05-2013 t/m 30-11-2013 | Hitnotering: 25-05-2013 t/m 30-11-2013 | Hitnotering: 25-05-2013 t/m 30-11-2013 | Hitnotering: 25-05-2013 t/m 30-11-2013 | Hitnotering: 25-05-2013 t/m 30-11-2013 | Hitnotering: 25-05-2013 t/m 30-11-2013 | Hitnotering: 25-05-2013 t/m 30-11-2013 | Hitnotering: 25-05-2013 t/m 30-11-2013 |
| Week:                                  | 1                                      | 2                                      | 3                                      | 4                                      | 5                                      | 6                                      | 7                                      | 8                                      | 9                                      | 10                                     | 11                                     | 12                                     | 13                                     | 14                                     | 15                                     |
| -------------------------------------- | -------------------------------------- | -------------------------------------- | -------------------------------------- | -------------------------------------- | -------------------------------------- | -------------------------------------- | -------------------------------------- | -------------------------------------- | -------------------------------------- | -------------------------------------- | -------------------------------------- | -------------------------------------- | -------------------------------------- | -------------------------------------- | -------------------------------------- |
| Positie:                               | 17                                     | 9                                      | 8                                      | 8                                      | 10                                     | 10                                     | 8                                      | 8                                      | 9                                      | 11                                     | 11                                     | 10                                     | 7                                      | 6                                      | 6                                      |
| Week:                                  | 16                                     | 17                                     | 18                                     | 19                                     | 20                                     | 21                                     | 22                                     | 23                                     | 24                                     | 25                                     | 26                                     | 27                                     | 28                                     |                                        |                                        |
| Positie:                               | 7                                      | 6                                      | 7                                      | 8                                      | 8                                      | 10                                     | 11                                     | 12                                     | 18                                     | 20                                     | 24                                     | 27                                     | 33                                     | uit                                    |                                        |

### NederlandseSingle Top 100
| Hitnotering: (week 1 t/m 122) 04-05-2013 t/m 29-08-2015 Hitnotering: (week 123 t/m 124) 12-09-2015 t/m 19-09-2015 Hitnotering: (week 125) 31-10-2015 Hitnotering: (week 126) 14-11-2015 | Hitnotering: (week 1 t/m 122) 04-05-2013 t/m 29-08-2015 Hitnotering: (week 123 t/m 124) 12-09-2015 t/m 19-09-2015 Hitnotering: (week 125) 31-10-2015 Hitnotering: (week 126) 14-11-2015 | Hitnotering: (week 1 t/m 122) 04-05-2013 t/m 29-08-2015 Hitnotering: (week 123 t/m 124) 12-09-2015 t/m 19-09-2015 Hitnotering: (week 125) 31-10-2015 Hitnotering: (week 126) 14-11-2015 | Hitnotering: (week 1 t/m 122) 04-05-2013 t/m 29-08-2015 Hitnotering: (week 123 t/m 124) 12-09-2015 t/m 19-09-2015 Hitnotering: (week 125) 31-10-2015 Hitnotering: (week 126) 14-11-2015 | Hitnotering: (week 1 t/m 122) 04-05-2013 t/m 29-08-2015 Hitnotering: (week 123 t/m 124) 12-09-2015 t/m 19-09-2015 Hitnotering: (week 125) 31-10-2015 Hitnotering: (week 126) 14-11-2015 | Hitnotering: (week 1 t/m 122) 04-05-2013 t/m 29-08-2015 Hitnotering: (week 123 t/m 124) 12-09-2015 t/m 19-09-2015 Hitnotering: (week 125) 31-10-2015 Hitnotering: (week 126) 14-11-2015 | Hitnotering: (week 1 t/m 122) 04-05-2013 t/m 29-08-2015 Hitnotering: (week 123 t/m 124) 12-09-2015 t/m 19-09-2015 Hitnotering: (week 125) 31-10-2015 Hitnotering: (week 126) 14-11-2015 | Hitnotering: (week 1 t/m 122) 04-05-2013 t/m 29-08-2015 Hitnotering: (week 123 t/m 124) 12-09-2015 t/m 19-09-2015 Hitnotering: (week 125) 31-10-2015 Hitnotering: (week 126) 14-11-2015 | Hitnotering: (week 1 t/m 122) 04-05-2013 t/m 29-08-2015 Hitnotering: (week 123 t/m 124) 12-09-2015 t/m 19-09-2015 Hitnotering: (week 125) 31-10-2015 Hitnotering: (week 126) 14-11-2015 | Hitnotering: (week 1 t/m 122) 04-05-2013 t/m 29-08-2015 Hitnotering: (week 123 t/m 124) 12-09-2015 t/m 19-09-2015 Hitnotering: (week 125) 31-10-2015 Hitnotering: (week 126) 14-11-2015 | Hitnotering: (week 1 t/m 122) 04-05-2013 t/m 29-08-2015 Hitnotering: (week 123 t/m 124) 12-09-2015 t/m 19-09-2015 Hitnotering: (week 125) 31-10-2015 Hitnotering: (week 126) 14-11-2015 | Hitnotering: (week 1 t/m 122) 04-05-2013 t/m 29-08-2015 Hitnotering: (week 123 t/m 124) 12-09-2015 t/m 19-09-2015 Hitnotering: (week 125) 31-10-2015 Hitnotering: (week 126) 14-11-2015 | Hitnotering: (week 1 t/m 122) 04-05-2013 t/m 29-08-2015 Hitnotering: (week 123 t/m 124) 12-09-2015 t/m 19-09-2015 Hitnotering: (week 125) 31-10-2015 Hitnotering: (week 126) 14-11-2015 | Hitnotering: (week 1 t/m 122) 04-05-2013 t/m 29-08-2015 Hitnotering: (week 123 t/m 124) 12-09-2015 t/m 19-09-2015 Hitnotering: (week 125) 31-10-2015 Hitnotering: (week 126) 14-11-2015 | Hitnotering: (week 1 t/m 122) 04-05-2013 t/m 29-08-2015 Hitnotering: (week 123 t/m 124) 12-09-2015 t/m 19-09-2015 Hitnotering: (week 125) 31-10-2015 Hitnotering: (week 126) 14-11-2015 | Hitnotering: (week 1 t/m 122) 04-05-2013 t/m 29-08-2015 Hitnotering: (week 123 t/m 124) 12-09-2015 t/m 19-09-2015 Hitnotering: (week 125) 31-10-2015 Hitnotering: (week 126) 14-11-2015 | Hitnotering: (week 1 t/m 122) 04-05-2013 t/m 29-08-2015 Hitnotering: (week 123 t/m 124) 12-09-2015 t/m 19-09-2015 Hitnotering: (week 125) 31-10-2015 Hitnotering: (week 126) 14-11-2015 | Hitnotering: (week 1 t/m 122) 04-05-2013 t/m 29-08-2015 Hitnotering: (week 123 t/m 124) 12-09-2015 t/m 19-09-2015 Hitnotering: (week 125) 31-10-2015 Hitnotering: (week 126) 14-11-2015 | Hitnotering: (week 1 t/m 122) 04-05-2013 t/m 29-08-2015 Hitnotering: (week 123 t/m 124) 12-09-2015 t/m 19-09-2015 Hitnotering: (week 125) 31-10-2015 Hitnotering: (week 126) 14-11-2015 | Hitnotering: (week 1 t/m 122) 04-05-2013 t/m 29-08-2015 Hitnotering: (week 123 t/m 124) 12-09-2015 t/m 19-09-2015 Hitnotering: (week 125) 31-10-2015 Hitnotering: (week 126) 14-11-2015 | Hitnotering: (week 1 t/m 122) 04-05-2013 t/m 29-08-2015 Hitnotering: (week 123 t/m 124) 12-09-2015 t/m 19-09-2015 Hitnotering: (week 125) 31-10-2015 Hitnotering: (week 126) 14-11-2015 | Hitnotering: (week 1 t/m 122) 04-05-2013 t/m 29-08-2015 Hitnotering: (week 123 t/m 124) 12-09-2015 t/m 19-09-2015 Hitnotering: (week 125) 31-10-2015 Hitnotering: (week 126) 14-11-2015 | Hitnotering: (week 1 t/m 122) 04-05-2013 t/m 29-08-2015 Hitnotering: (week 123 t/m 124) 12-09-2015 t/m 19-09-2015 Hitnotering: (week 125) 31-10-2015 Hitnotering: (week 126) 14-11-2015 | Hitnotering: (week 1 t/m 122) 04-05-2013 t/m 29-08-2015 Hitnotering: (week 123 t/m 124) 12-09-2015 t/m 19-09-2015 Hitnotering: (week 125) 31-10-2015 Hitnotering: (week 126) 14-11-2015 | Hitnotering: (week 1 t/m 122) 04-05-2013 t/m 29-08-2015 Hitnotering: (week 123 t/m 124) 12-09-2015 t/m 19-09-2015 Hitnotering: (week 125) 31-10-2015 Hitnotering: (week 126) 14-11-2015 | Hitnotering: (week 1 t/m 122) 04-05-2013 t/m 29-08-2015 Hitnotering: (week 123 t/m 124) 12-09-2015 t/m 19-09-2015 Hitnotering: (week 125) 31-10-2015 Hitnotering: (week 126) 14-11-2015 | Hitnotering: (week 1 t/m 122) 04-05-2013 t/m 29-08-2015 Hitnotering: (week 123 t/m 124) 12-09-2015 t/m 19-09-2015 Hitnotering: (week 125) 31-10-2015 Hitnotering: (week 126) 14-11-2015 |
| Week: | 1 | 2 | 3 | 4 | 5 | 6 | 7 | 8 | 9 | 10 | 11 | 12 | 13 | 14 | 15 | 16 | 17 | 18 | 19 | 20 | 21 | 22 | 23 | 24 | 25 | 26 |
| --- | --- | --- | --- | --- | --- | --- | --- | --- | --- | --- | --- | --- | --- | --- | --- | --- | --- | --- | --- | --- | --- | --- | --- | --- | --- | --- |
| Positie: | 59 | 49 | 6 | 11 | 12 | 13 | 13 | 10 | 7 | 6 | 6 | 7 | 9 | 8 | 7 | 7 | 8 | 8 | 11 | 11 | 12 | 8 | 14 | 20 | 16 | 22 |
| Week: | 27 | 28 | 29 | 30 | 31 | 32 | 33 | 34 | 35 | 36 | 37 | 38 | 39 | 40 | 41 | 42 | 43 | 44 | 45 | 46 | 47 | 48 | 49 | 50 | 51 | 52 |
| Positie: | 27 | 28 | 19 | 33 | 33 | 29 | 40 | 50 | 10 | 13 | 15 | 29 | 16 | 38 | 45 | 5 | 22 | 34 | 22 | 21 | 18 | 23 | 21 | 11 | 11 | 16 |
| Week: | 53 | 54 | 55 | 56 | 57 | 58 | 59 | 60 | 61 | 62 | 63 | 64 | 65 | 66 | 67 | 68 | 69 | 70 | 71 | 72 | 73 | 74 | 75 | 76 | 77 | 78 |
| Positie: | 11 | 17 | 17 | 18 | 27 | 27 | 32 | 31 | 34 | 26 | 27 | 23 | 24 | 23 | 24 | 27 | 31 | 35 | 43 | 46 | 47 | 42 | 45 | 28 | 28 | 29 |
| Week: | 79 | 80 | 81 | 82 | 83 | 84 | 85 | 86 | 87 | 88 | 89 | 90 | 91 | 92 | 93 | 94 | 95 | 96 | 97 | 98 | 99 | 100 | 101 | 102 | 103 | 104 |
| Positie: | 10 | 26 | 28 | 26 | 28 | 27 | 30 | 39 | 30 | 26 | 32 | 36 | 36 | 40 | 44 | 49 | 51 | 54 | 57 | 60 | 68 | 71 | 68 | 64 | 76 | 69 |
| Week: | 105 | 106 | 107 | 108 | 109 | 110 | 111 | 112 | 113 | 114 | 115 | 116 | 117 | 118 | 119 | 120 | 121 | 122 | | 123 | 124 | | 125 | | 126 | |
| Positie: | 78 | 84 | 80 | 87 | 90 | 92 | 91 | 90 | 87 | 86 | 86 | 84 | 85 | 80 | 84 | 79 | 76 | 83 | uit | 99 | 94 | uit | 93 | uit | 94 | uit |

### NPO Radio 2 Top 2000
| Nummer met noteringen in de NPO Radio 2 Top 2000 | '13  | '14 | '15 | '16 | '17 | '18 | '19 | '20  | '21  | '22  | '23  |
| ------------------------------------------------ | ---- | --- | --- | --- | --- | --- | --- | ---- | ---- | ---- | ---- |
| Waves                                            | 1245 | 63  | 293 | 644 | 778 | 953 | 791 | 1112 | 1290 | 1578 | 1942 |

1. ↑  Een vetgedrukt getal geeft de hoogste notering aan.
2. ↑  2013 was het eerste jaar met een notering voor dit nummer.
3. ↑  Deze tabel is bijgewerkt tot en met de laatste editie (2024).

Waves (Robin Schulz Remix) is een remix van de single Waves van Mr. Probz. Nadat de Duitse electro muziekproducent Robin Schulz een remix van het originele nummer maakte bereikte deze versie een eerste plaats in België, Duitsland, Oostenrijk, Zwitserland, Zweden, Noorwegen en het Verenigd Koninkrijk.

## Hitnotering

### VlaamseUltratop 50
| Hitnotering: 08-03-2014 t/m 06-09-2014 | Hitnotering: 08-03-2014 t/m 06-09-2014 | Hitnotering: 08-03-2014 t/m 06-09-2014 | Hitnotering: 08-03-2014 t/m 06-09-2014 | Hitnotering: 08-03-2014 t/m 06-09-2014 | Hitnotering: 08-03-2014 t/m 06-09-2014 | Hitnotering: 08-03-2014 t/m 06-09-2014 | Hitnotering: 08-03-2014 t/m 06-09-2014 | Hitnotering: 08-03-2014 t/m 06-09-2014 | Hitnotering: 08-03-2014 t/m 06-09-2014 | Hitnotering: 08-03-2014 t/m 06-09-2014 | Hitnotering: 08-03-2014 t/m 06-09-2014 | Hitnotering: 08-03-2014 t/m 06-09-2014 | Hitnotering: 08-03-2014 t/m 06-09-2014 | Hitnotering: 08-03-2014 t/m 06-09-2014 |
| Week:                                  | 1                                      | 2                                      | 3                                      | 4                                      | 5                                      | 6                                      | 7                                      | 8                                      | 9                                      | 10                                     | 11                                     | 12                                     | 13                                     | 14                                     |
| -------------------------------------- | -------------------------------------- | -------------------------------------- | -------------------------------------- | -------------------------------------- | -------------------------------------- | -------------------------------------- | -------------------------------------- | -------------------------------------- | -------------------------------------- | -------------------------------------- | -------------------------------------- | -------------------------------------- | -------------------------------------- | -------------------------------------- |
| Positie:                               | 34                                     | 18                                     | 7                                      | 10                                     | 6                                      | 2                                      | 2                                      | 1                                      | 1                                      | 1                                      | 5                                      | 1                                      | 1                                      | 2                                      |
| Week:                                  | 15                                     | 16                                     | 17                                     | 18                                     | 19                                     | 20                                     | 21                                     | 22                                     | 23                                     | 24                                     | 25                                     | 26                                     | 27                                     |                                        |
| Positie:                               | 4                                      | 4                                      | 15                                     | 12                                     | 20                                     | 19                                     | 16                                     | 18                                     | 19                                     | 31                                     | 27                                     | 34                                     | 40                                     | uit                                    |

### VlaamseRadio 2 Top 30
| Hitnotering: 26-04-2014 t/m 30-08-2014 | Hitnotering: 26-04-2014 t/m 30-08-2014 | Hitnotering: 26-04-2014 t/m 30-08-2014 | Hitnotering: 26-04-2014 t/m 30-08-2014 | Hitnotering: 26-04-2014 t/m 30-08-2014 | Hitnotering: 26-04-2014 t/m 30-08-2014 | Hitnotering: 26-04-2014 t/m 30-08-2014 | Hitnotering: 26-04-2014 t/m 30-08-2014 | Hitnotering: 26-04-2014 t/m 30-08-2014 | Hitnotering: 26-04-2014 t/m 30-08-2014 | Hitnotering: 26-04-2014 t/m 30-08-2014 | Hitnotering: 26-04-2014 t/m 30-08-2014 | Hitnotering: 26-04-2014 t/m 30-08-2014 | Hitnotering: 26-04-2014 t/m 30-08-2014 | Hitnotering: 26-04-2014 t/m 30-08-2014 | Hitnotering: 26-04-2014 t/m 30-08-2014 | Hitnotering: 26-04-2014 t/m 30-08-2014 | Hitnotering: 26-04-2014 t/m 30-08-2014 | Hitnotering: 26-04-2014 t/m 30-08-2014 | Hitnotering: 26-04-2014 t/m 30-08-2014 | Hitnotering: 26-04-2014 t/m 30-08-2014 |
| Week:                                  | 1                                      | 2                                      | 3                                      | 4                                      | 5                                      | 6                                      | 7                                      | 8                                      | 9                                      | 10                                     | 11                                     | 12                                     | 13                                     | 14                                     | 15                                     | 16                                     | 17                                     | 18                                     | 19                                     |                                        |
| -------------------------------------- | -------------------------------------- | -------------------------------------- | -------------------------------------- | -------------------------------------- | -------------------------------------- | -------------------------------------- | -------------------------------------- | -------------------------------------- | -------------------------------------- | -------------------------------------- | -------------------------------------- | -------------------------------------- | -------------------------------------- | -------------------------------------- | -------------------------------------- | -------------------------------------- | -------------------------------------- | -------------------------------------- | -------------------------------------- | -------------------------------------- |
| Positie:                               | 19                                     | 1                                      | 1                                      | 2                                      | 2                                      | 1                                      | 1                                      | 1                                      | 2                                      | 3                                      | 4                                      | 8                                      | 9                                      | 11                                     | 12                                     | 17                                     | 24                                     | 26                                     | 29                                     | uit                                    |